# Јерменско краљевство
Краљевство Јерменија (или Велика Јерменија) је назив за државу која је постојала као независно краљевство од године 190. п. н. е. до 387. н. е., односно клијентску државу Римског царства и Сасанидског краљевства до 428. године, а које се на свом врхунцу простирало од обала Каспијског до обала Средоземног мора.

## Рана историја
Неколико древних царстава се простирало на подручјима Арменије, као што су Хетитско царство (на врхунцу моћи), хуритско краљевство Митани (око 1500 – 1300. п. н. е. на историјском подручју југозападне Арменије) и Конфедерације Хајаса (око 1500. – 1200. п. н. е. на осталом подручју Арменије), те народа Наири (12. – 9. век п. н. е.) и Краљевства Урарту (1000. – 600. п. н. е.). Сваки од ових народа и племена је учествовао у обликовању јерменског народа Краљ Урартуа, Аггиштис I је основао арменску пријестолницу Јереван 782. п. н. е.
Око 600. п. н. е. на власт у Јерменији долази династија Оронтида који су основали прво Јерменско краљевство које је било некад потпуно, а некад делимично независно од Персијског царства.
Након битке код Гаугамеле (331. п. н. е.) и пропасти Ахеменидске Перзије, сатрап Оронт  је преузео источну Јерменију (тзв. „Велика Јерменија”), док су западна подручја уједињена под сатрапом Митридатом у такозвану „Малу Јерменију”, и обе државе су прогласиле самосталност. До 3. века п. н. е. Мала Јерменија се проширила према југу, све до обала Црног мора (данашња турска покрајина Киликија). Од ових Јерменаца је настао данашњи народ Амшенци који живе у турској покрајини Хемшин.
Оронт III је победио Менона, генерала македонске војске Александра Великог који је имао намеру да освоји богате руднике злата у Сперу. Велика Јерменија је уживала самосталност док је није ослабило све снажније Селеукидско царство, те је 201. п. н. е. последњи Оронтид, Оронт  збачен с власти, а на власт је дошао генерал Арташ, касније познат као Артаксије , оснивач Артаксидске династије.

## Артаксидска Јерменија
Римљани су победили Селеукидско царство 190. п. н. е. у Бици код Магнезије, ослабивши Персију, што је искористио Артаксије I да прогласи независност Јерменије. У исто време се осамосталила покрајина Софена под управом другог персијског стартега, Зариадреса који је признавао римску власт.
Јерменија (која је тада била персијска сатрапија) је била подељена на 120 кланских подручја којима су владали нахарари. Ова подручја је Артаксије I ујединио у хеленистичку државу познату као Артаксидска Јерменија (Արտաշեսյանների Թագավորություն Арташесијанери Тагаворутиун). Артаксије освојио Јереван, али је основао нову престолницу Арташат на обали реке Арас, на стратешком положају сецишта путева који су повезивали Стару Грчку, црноморску обалу, Бактрију и Индију. Римски писци Страбо и Плутарх наводе како је у својој престолници Артаксије примио и картагинског војсковођу Ханибала.
Јерменија је за време владавине Тиграна II Великог (95. – 66. п. н. е.) постала једном од најважнијих краљевстава у подручју између Црног мора, Средоземља и Каспијског језера и најснажнијим источним суседом Римске републике. Он је 83. п. н. е. искористио позив за помоћ једне од зараћених селеукидских фракција у Сирији како би се устоличио као владар Сирије, чиме је окончана Селеукидска Персија, а Тигран је владао 17 година у миру. Након Битке код Тиграноцерте, јерменске престолнице (69. п. н. е.) у којој су Тиграна победили Римљани, Тигран је признао њихову власт иако је задржао својеврсну аутономију.
Марко Антоније је свладао арменског савезника, Митридата VI Понтског, 34. п. н. е. и извршио је инвазију Јерменије. Међутим, за време Рата Антонија и Октавијана (32.-30. п. н. е.) Рим губи власт над Јерменијом. Како се нашла између две суперсиле, Римског царства и Партског царства, често је била место њихових сукоба. На крају је цар Август 20. п. н. е. договорио примирје с Партима тако што је начинио Јерменију прелазним подручјем између две силе.
Артаксиде је на крају с власти збацио управо Августа 12. године, након вишегодишњих превирања и грађанског рата. Римљани су на власт успели да поставе своје намеснике, Тигран  (2 – 6) i Тигран  (58 – 66), док су Парти владали од 37. до 47., а Ибери од 48. – 58. године.
Јерменска вера у то време је била маздаистички зороастризам оријентисан на поштовање Митре, а хришћанство се почело ширити већ око 40. године.
Ултиматно је цар Нерон 53. године поставио партског поданика и брата партског краља Вологаза I, Тиридата , за краља Јерменије и он је постао оснивач династије Арсакида (63).

## Арсакидска Јерменија
Римљани су, незадовољни све јачим утицајем Парта у Арменији, повели Римско-партски рат (54-64) и првобитно су освојили Јерменију 60., да би је изгубили 62. године. На крају је генерал Гнеј Домиције Корбуло, легат Сирије, уз помоћ 5 римских легија, 63. године поразио Вологаса I Партског који је вратио Јерменију свом брату, Тиридату I, који је основао јерменску династију Арсакида или Аршакуни (јерм. Արշակունի) који су владала арменским краљевством до 428. године..
Након што је Вологаз IV Партски извршио инвазију Јерменије поставивши свог намесника на њен трон, римски цар Луције Вер је повео нови успешан Римско-партски рат (161-166) године. Римски управник, Сиријац Сохем од Емесе, је након епидемије у војним редовима римске војске, већ 166. године изгубио Јерменију и поновно је успостављена Арсакидска јерменска династија под партском влашћу.
Независни владарски низ је успоставио Вологаз II Јерменски (Валарсес/Вагаршак) 180. године. Он је прекинут 252. године када је Сасанидско персијско царство жељело да поврати сва подручја негдашњег Персијског царства окупиравши и Јерменију. Римска војска је одговорила одлучном победом 287. године, вративши власт арсакидској династији устоличењем Тиридата  (287—314). Он је већ 301. године прогласио хришћанство државном вером, поставши прва држава која је формално преузела хришћанство као службену државну веру – 12 година пре Рима (за време цара Галерија и службене римске толеранције хришћанства), и 36 година пре крштења Константина Великог. Јерменска апостолска црква је имала своје седиште (католикос) у Ечмијадзину, а име је добила јер су је наводно основали сами апостоли Свети Јуда Тадеј и Свети Бартол који су проповедали по Јерменији. Јерменски краљеви су подстакли и стварање јерменског писма које је направио свети Месроп Маштоц 405. године.
Године 387. Јерменско краљевство је подељено између Источног римског царства и Сасанидских Персијанаца. Западна Јерменија је убрзо постала римском провинцијом „Мала Јерменија”, а источна Јерменија је задржала својеврсну аутономију све до пропасти Јерменског краљевства 428. године.
Након што је локално племство збацило краља, Јерменија је потпала под власт Сасанидске Перзије као војна крајина (марцпанат под управом генерала), док је „Мала Јерменија” остала полунезависна кнежевина под Византијским царством. У следећим вековима Јерменско краљевство је измењивало раздобља аутономија с раздобљима страних владара као што су: Персијанци, Арапи, Византијси, Монголи, и на крају Персијанци, Руси и Османлије.